# اوتو اوبلی
اوتو اوبلی (انگلیسی: Ottó Aubéli؛ زادهٔ ۳۱ مارس ۱۹۷۵) کشتی‌گیر اهل مجارستان است.